# Cimetière national de Black Hills
Le cimetière national de Black Hills est un cimetière national des États-Unis du Dakota du Sud, situé à 5 km au sud-est de Sturgis, dans le comté de Meade. Il s'étend sur 105,9 acres (42,9 ha), et à la fin de 2005, contenait 19 147 inhumations. Situé à la sortie 34 de l'Interstate 90, il est administré par le département des États-Unis des affaires des anciens combattants, qui gère également le cimetière national de fort Meade à proximité. Il est l'un des trois cimetières nationaux du Dakota du Sud (les deux autres étant fort Meade et Hot Springs).

## Histoire
La zone autour du cimetière national de Black Hills était à l'origine habitée par les Amérindiens Lakotas. Les explorateurs français sont passés dans la région au cours des années 1740, et l'Espagne a revendiqué la région en 1762 jusqu'à ce qu'elle soit acquise par les États-Unis avec l'achat de la Louisiane en 1803. Fort Randall a été créé en 1856, et en 1861, l'établissement du territoire du Dakota attire plus de colons dans la région, mais il faut attendre la découverte d'or dans les Black Hills pour que la région se remplisse. En vertu du traité de fort Laramie, les États-Unis accordent le terrain des Black Hills aux Lakotas, mais cela ne stoppe pas l'arrivée des colons dans la région, ce qui a conduit à de nombreux conflits. Les inhumations les plus anciennes dans le cimetière sont celles de soldats qui sont tombés lors des batailles des guerres indiennes, mais il est depuis utilisé pour les anciens combattants de tous les grandes campagnes des États-Unis. 
En 1947, le membre du Congrès Francis Case milite avec le soutien des organisations d'anciens combattants à en faire un cimetière national des États-Unis. Le transfert du terrain au département de l'armée se fait en avril 1948, et le cimetière est alors baptisé « cimetière national de fort Meade » et est consacré le 3 octobre 1948. Néanmoins, il change de nom l'année suivante afin d'éviter la confusion avec les installations militaires de fort Meade au Maryland et de l'hôpital de fort Meade, prenant sa dénomination définitive.
Le cimetière est inscrit sur le Registre national des lieux historiques en 2016. Le cimetière est souvent appelé l'« Arlington de l'Ouest ».

## Inhumations notables
- Sergent Charles Windolph, récipiendaire de la médaille d'honneur pour son action lors de la bataille de Little Bighorn pendant les guerres indiennes.
- Sénateur Francis Higbee Case, vétéran de la Première Guerre mondiale, représentant de la Chambre des États-Unis pour les 75e–81e congrès, sénateur des États-Unis de 1951 jusqu'à sa mort en 1962.
- Brigadier général Richard E. Ellsworth
- Lieutenant Commander John Charles Waldron, Distinguished Flying Cross
- Gouverneur William J. Janklow[3]